# 上海鉄路博物館

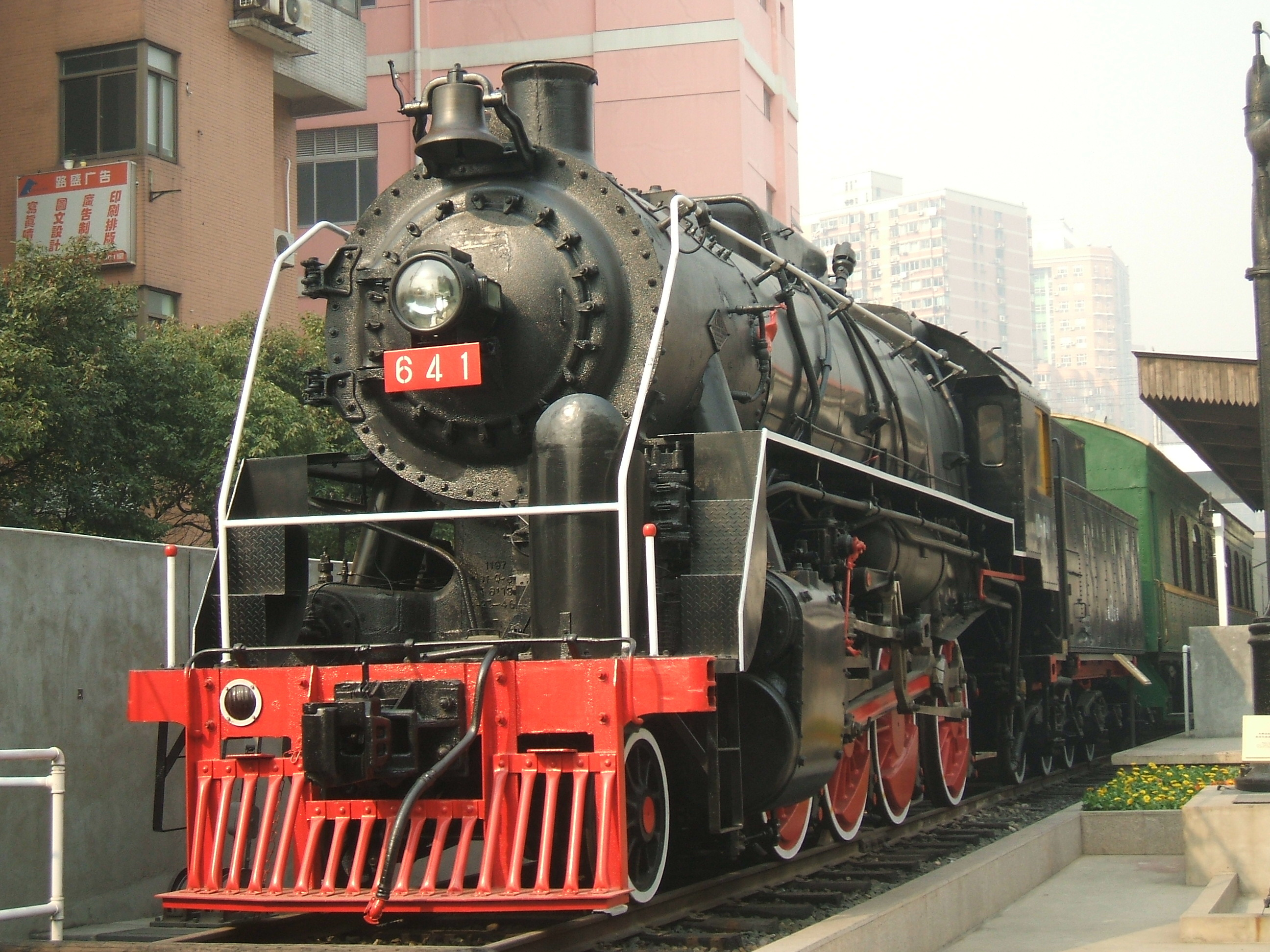
アメリカ製KD7-641蒸気機関車

上海鉄路博物館（シャンハイ-てつろ-はくぶつかん、上海铁路博物馆）とは中華人民共和国上海市静安区に位置する鉄道博物館。

## 概要
上海市の天目東路にある。上海鉄路局に隣接しておりかつては中国国内でも最古の淞滬鉄道（現在の上海軌道交通3号線）の上海側ターミナル上海北駅であった。淞滬鉄道廃止後にリニューアル工事が行われ、かつての駅舎を再利用して2004年から博物館としてオープンした。
敷地内にはアメリカ合衆国製600mm蒸気機関車KD7型641号機や客車、鉄道機材、歴史的資料など多数を展示している。またシミュレータが設置されている。なお開館日が週5日に限られているため参観する場合には注意が必要である。

## 博物館データ
所在地：上海市静安区天目東路200号
開館時間：午前9時～午後4時
休館日：日曜日、月曜日
入場料：10元（およそ140円、2010年12月現在）
館内(建物内）も写真撮影可能。

## 交通アクセス
- 上海軌道交通3号線および4号線「宝山路駅」より徒歩5分